# Khu kinh tế cửa khẩu Nam Giang
Khu kinh tế cửa khẩu Nam Giang là một khu kinh tế bên biên giới Việt Nam-Lào thuộc huyện Nam Giang, tỉnh Quảng Nam, Trung Trung Bộ Việt Nam. Khu này rộng 10,47 km² nằm trên địa phận 2 xã Chà Vàl và La Dêê .
Theo quy hoạch đã được phê duyệt, khu kinh tế cửa khẩu Nam Giang bao gồm 3 tiểu khu :
- Tiểu khu 1: khu vực cửa khẩu Nam Giang, có chức năng chủ yếu là kiểm soát cửa khẩu và thương mại - dịch vụ.
- Tiểu khu 2: trên địa phận xã Chà Vàl bao gồm khu đô thị, khu phi thuế quan, khu công nghiệp, các trung tâm thương mại, hành chính công cộng, các cụm dân cư nông thôn, v.v...
- Tiểu khu 3: trên địa phận xã La Dêê là trung tâm hành chính công cộng của toàn bộ khu kinh tế cửa khẩu, và có các khu ở, thương mại dịch vụ, các cụm dân cư nông thôn, v.v...

Khu kinh tế cửa khẩu Nam Giang sẽ lấy thương mai-dịch vụ làm hoạt động trọng tâm và kết hợp với các hoạt động công nghiệp, nông-lâm nghiệp.
Quốc lộ 14D là tuyến giao thông chính nối khu kinh tế cửa khẩu Nam Giang với bên ngoài.